# Poulet chasseur
Le poulet chasseur, poulet à la chasseur ou poulet sauté chasseur est un plat à base de poulet qui fait partie de la cuisine française,,. Les principaux ingrédients du poulet chasseur sont du poulet sauté et une sauce chasseur réduite préparée à base de tomates, de champignons, d'oignons, de vin blanc, de brandy et d'estragon.
Plusieurs autres plats dans le monde partagent ces noms, mais chaque version est très différente, avec peu ou pas de similitudes, hormis l'utilisation du poulet.

## Étymologie
Le nom de chasseur fait référence à la sauce chasseur. Le poulet chasseur partage le même nom que le poulet à la cacciatore, originaire d'Italie (cacciatore signifie « chasseur » en italien).

## Présentation générale
Le poulet chasseur français est préparé à l'aide d'un poulet sauté et cuit croustillant et d'une sauce chasseur composée de tomates, de champignons, d'oignons, de vin blanc, de brandy et d'estragon,,. Avant d'être sauté, le poulet peut être saupoudré de farine. Les tomates peuvent être des tomates en dés, des tomates concassées en conserve et du concentré de tomates en conserve. Les autres ingrédients du poulet chasseur peuvent comprendre des échalotes, de l'huile d'olive, du bouillon de poulet et du vermouth et, en plus de l'estragon, des épices et assaisonnements supplémentaires peuvent comprendre de la marjolaine, du thym, du laurier, du sel et du poivre. La sauce du poulet chasseur est généralement préparée et épaissie par le processus de réduction. Le plat peut être garni d'ingrédients tels que du persil et des croûtons. Le poulet de chasse peut devenir plus savoureux après avoir reposé puis été réchauffé, ce qui permet aux saveurs des ingrédients de se mélanger davantage.